# Didimus ealaensis
Didimus ealaensis is een keversoort uit de familie Passalidae. De wetenschappelijke naam van de soort is voor het eerst geldig gepubliceerd in 1933 door Hincks.